# مركب إسنادي
|  | يجري الآن نقاش حول نقل صفحة مركب إسنادي إلى إسناد (نحو). جار التوصل إلى اتفاق بشأن النقل في صفحة طلبات النقل. |

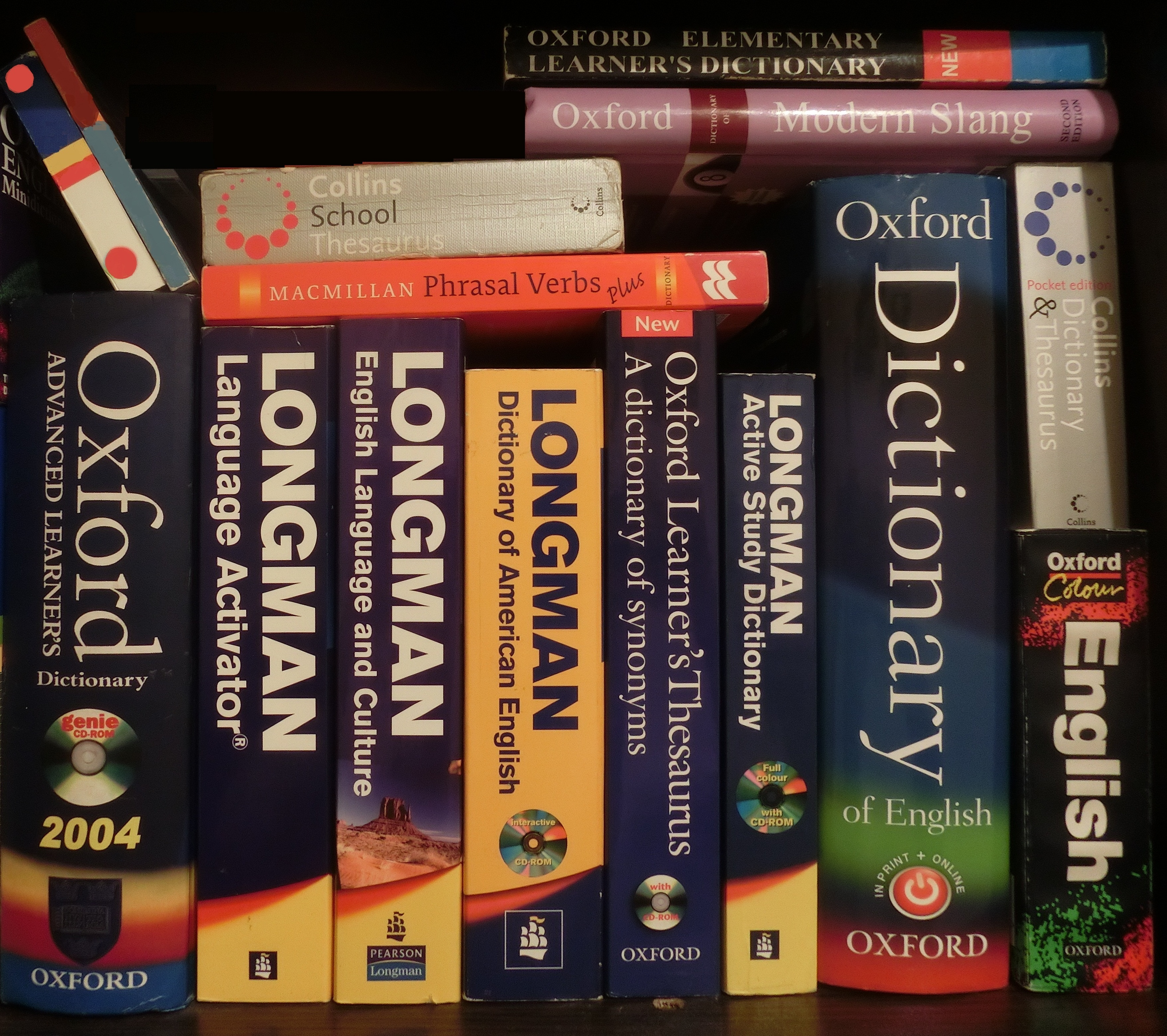

المركب الإسنادي والجملة هو ما بين جزئيه إسناد، فإن كان ما بينهما إسنادا أصليا مقصودا لذاته سمي كلاما. وخلاف المركب المفرد.